# Sunset Carson
Sunset Carson (eigentlich Winifred Maurice Harrison; * 12. November 1920 in Gracemont, Oklahoma; † 1. Mai 1990 in Reno, Nevada) war ein US-amerikanischer Western-Schauspieler.
Carson zog mit seiner Familie im Alter von etwa acht Jahren nach Plainview (Texas). Er nahm an regionalen Rodeowettbewerben teil und gab an, von Tom Mix auf die Idee einer Schauspielkarriere gebracht worden zu sein. Diese begann er zunächst in kleinen Rollen und unter dem Namen Michael Harrison. 1944 erhielt er einen Vertrag bei den Republic Pictures, deren Chef Herbert Yates auch den Künstlernamen für ihn erfand. In einer kleinen Reihe von vier Filmen wurde er dem Komiker Smiley Burnette als Straight Man in B-Western zur Seite gestellt.
Carson wechselte zu Columbia Pictures und trat nun in der Hauptrolle der sechs kurzen Western auf, die für ihn produziert wurden. Auch 1946 blieb er so im Geschäft. Dann war er erst zwei Jahre später wieder zu sehen; mit den unabhängigen Astor Pictures nahm er seine Western-Reihe wieder auf. Diese fünf Filme wurden jedoch auch sein Schwanengesang; erst in den 1970er Jahren begann er, sich bei einigen Filmen als Gast engagieren zu lassen. Zwei dieser Filme wurden allerdings nicht einmal veröffentlicht. Er war seit 1950 mit einem kleinen Showprogramm unterwegs und präsentierte auf der Bühne Kunstschüsse. 1980 präsentierte er für einen lokalen Fernsehsender eine Westernreihe.
Carson war fünf Mal verheiratet.